# Mariano Zuzunaga
Mariano Zuzunaga Schröder (1953) és un fotògraf, pianista, creador i teòric de la fotografia peruà i català establert a Barcelona, Catalunya, des de 1975.
Estudià al Col·legi de la Immaculada dels Jesuïtes i al Col·legi Santa Maria dels Marianistes a Lima. Ingressà a Facultat de Lletres de la Pontifícia Universitat Catòlica on va estudiar dos anys a la Facultat de Lletres. Als vint anys decideix abandonar el Perú i marxà a Barcelona. Una vegada a Catalunya i al cap d'un temps es casà amb Maria Elena Carné amb qui va tenir dos fills, Andrés i Cristian. Anys més tard es llicencià a la Facultat d'Història de la Universitat de Barcelona i posteriorment es doctorà a la Facultat de Belles Arts amb una tesi sobre el fotògraf hongarès André Kertész.
El seu amor al piano es consolida ja des de la seva joventut, a Lima, de la mà de la gran pianista argentina Diana Schneider i posteriorment amb Ana Rosa Landa a Barcelona, amb qui durant quatre anys investigà a partir de la improvisació. Les seves col·laboracions amb el percussionista peruà Manongo Mujica i altres extraordinaris músics li permeten desplegar treballs amb ritmes i harmonies que, potser, no hagués aconseguit com a solista.
A la fotografia hi arriba de manera autodidacta i aviat forjà amistat amb una bona colla de fotògrafs, entre ells amics entranyables, alguns dels quals es remunten a la seva edat escolar i ara són col·leccionistes de la seva prolífica obra. El seu primer treball més conegut és una sèrie de foto-mòbils basats en l'obra de Alexander Calder. El 1975 es va traslladar a Barcelona on va establir el seu domicili i el 1978 va entrar a formar part del Grup fotogràfic Alabern juntament amb Toni Catany i Koldo Chamorro. El 1980 va fer la seva primera exposició individual a la Fundació Miró.
En 1983 va començar a fer classes de fotografia a l'Institut d'Estudis Fotogràfics de Catalunya', també dirigí diversos tallers, seminaris i realitzà –i realitza– nombroses conferències. S'ha dedicat intensament a l'activitat docent i investigadora a la facultat de Belles Arts de la Universitat de Barcelona. En paral·lel a les seves tasques docents, desenvolupà la seva fotografia creativa de la qual es poden trobar mostres en les col·leccions com ara les del MNAC, el MOMA, la Biblioteca Nacional de París, el Museu de Belles Arts de Houston o la Fundació Miró.
La seva trajectòria com a fotògraf desenvolupada a Catalunya el fa ser membre de ple dret de la generació de fotògrafs catalans que revolucionà aquesta disciplina durant els anys finals de la dècada dels setanta, els vuitanta i els anys noranta del segle xx. Les connexions amb tots els creadors catalans d'aquella generació coetània, però un xic posterior a la de Pere Formiguera –Manuel Serra, Manel Esclusa, Joan Foncuberta entre d'altres– són pregones.
Dintre de la seva extensa obra teòrica destaquen publicacions com El Fotógrafo y la Fotografia (2008) , Instantaneidad y proximidad en la obra de André Kertész (2011) , Off (2016) , El Territorio Fotografico (2016) o Trilogía (2016), 
L'any 2018 es jubilà com a professor de la Facultat de Belles Arts de la Universitat de Barcelona i actualment viu a Sant Cugat del Vallès i treballa al seu estudi als afores de Barcelona. La seva extensa obra musical, fotogràfica i acadèmica es pot consultar a la pàgina web de l'autor.